# Fundació Güell
La Fundació Güell és una fundació creada el 1957 per voluntat testamentària de Joan Antoni Güell i López, dedicada a la protecció i promoció de joves artistes de les terres catalanes.
Des de la constitució de la Fundació Privada Güell l'any 1957, la seva missió ha estat protegir econòmicament mitjançant beques pintors, escultors, músics i altres artistes i estudiosos de l'art, principalment catalans, podent fer-ho extensiu a altres artistes valencians i de les Illes Balears.
També ha participat en altres activitats artístiques, ha col·laborat amb museus i entitats artístiques, i ha constituït un fons d'art.
L'activitat principal que ve desenvolupant la fundació, en la qual ha concentrat la major part dels seus rendiments econòmics, ha estat la concessió de beques a joves artistes i estudiosos de l'art, concedint actualment beques en els camps d'estudis en el camp de l'art i de la música, pintura, escultura i dibuix.
Cal destacar que la tasca desenvolupada ho és amb el suport incondicional dels membres que componen el patronat, tant institucionals com privats. Els membres del patronat institucional són entitats de reconegut prestigi: la Reial Acadèmia Catalana de Belles Arts de Sant Jordi, el Reial Cercle Artístic de Barcelona, el Cercle Artístic de Sant Lluc i l'Orfeó Català.
Cada any es lliura una beca a un aspirant en cada modalitat convocada, segons la selecció del jurat corresponent. Pretenen ser un reconeixement a l'esforç i l'estudi, i també un ajut per començar a desenvolupar la seva vocació.